# 1906 a tudományban
Az 1906. év a tudományban és a technikában.

## Díjak
- Nobel-díjak

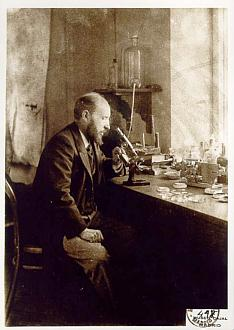
Santiago Ramón y Cajal

  - Fizikai Nobel-díj: Joseph John Thomson
  - Fiziológiai és orvostudományi Nobel-díj: Camillo Golgi, Santiago Ramón y Cajal
  - Kémiai Nobel-díj: Henri Moissan

## Születések
- január 10. – Grigore Moisil román matematikus, a román informatika atyja († 1973)
- január 11. – Albert Hofmann svájci vegyész († 2008)
- február 4. – Clyde Tombaugh amerikai csillagász, a Pluto felfedezője († 1997)
- február 18. – Hans Asperger osztrák orvos, gyógypedagógus († 1980)
- március 31. – Tomonaga Sinicsiró Nobel-díjas (megosztva) japán fizikus († 1979)
- április 28. – Kurt Gödel osztrák matematikus, logikus és tudományfilozófus († 1978)
- május 24. – Harry Hess amerikai tengerésztiszt, geológus, megalkotta a tengerfenék szétterjedésének modelljét († 1969)
- június 19. – Ernst Boris Chain Nobel-díjas (megosztva) német-brit biokémikus († 1979)
- július 2. – Hans Bethe német–amerikai Nobel-díjas fizikus († 2005)
- július 23. – Vladimir Prelog Nobel-díjas bosznia-hercegovinai horvát vegyész († 1998)
- augusztus 26. – Albert Bruce Sabin bakteriológus, gyerekgyógyász († 1993)
- szeptember 1. – Karl August Folkers biokémikus, biológus († 1997)
- szeptember 4. – Max Delbrück német származású amerikai biológus, a molekuláris biológia egyik úttörője († 1981)
- november 18. – George Wald amerikai fiziológus, neurobiológus († 1997)
- december 9. – Grace Hopper amerikai matematikus, a számítógép-tudomány egyik úttörője († 1992)

## Halálozások
- április 19. – Pierre Curie Nobel-díjas francia fizikus, kémikus (* 1859)
- július 5. – Paul Drude német fizikus (* 1863)
- szeptember 5. – Ludwig Boltzmann osztrák fizikus, a 19. századi elméleti fizika egyik legnagyobb alakja, a statisztikus mechanika egyik megalapítója (* 1844)
- október 18 . – Friedrich Konrad Beilstein német származású orosz kémikus (* 1838)